# 錢達
錢達（1953年1月11日—），臺灣政治人物，藍天行動聯盟副主席，曾經代表新黨任職僑選立法委員。在康寧大學臺北校區兼任英文老師。

## 爭議
2017年3月29日，媒體記者採訪反年金改革人士時，因記者沒出示記者證，錢達對記者怒飆髒話，並用手掐住記者脖子。同月30日，台灣新聞記者協會發出聲明譴責錢達行為。
2021年12月11日台灣東突厥斯坦協會舉辦論壇，AIT代表致詞時遭新黨前立委、藍天行動聯盟副主席錢達等人來鬧場，當面嗆聲要美國滾出去，主辦單位譴責少數人利用台灣的自由破壞台灣自由，並已報警將追究法律責任。